# Dějiny informatiky
Dějiny informatiky se datují od prvních úvah nad obecnými algoritmy pro práci s čísly nebo jinými daty. Nástup elektronických počítačů informatice umožnil široké aplikace a dostal ji do popředí pozornosti vědy.

## Rané dějiny
- Al-Chorezmí

### Diferenciální stroj
- Charles Babbage
- Ada Lovelace

## Počátky moderní informatiky
Matematické základy moderní Informatiky byly položeny již Kurtem Gödelem formulací jeho věty o neúplnosti v roce 1931. Gödel v této větě představil limity dokazatelnosti vět v rámci jejich vlastního formálního systému, což vedlo ke snaze řady matematiků definovat a popsat takový formální systém, který by toto umožňoval. Tak vznikly pojmy jako částečně rekurzivní funkce, nebo lambda-definovatelné funkce.
Pro Informatiku byl klíčový rok 1936, kdy Alan Turing a Alonzo Church představili, nezávisle na sobě, jak formalizaci samotného algoritmu, včetně hranic toho co jím může být spočítáno, tak čistě mechanistický výpočetní model počítače. Společně pak definovali tzv. Churchovu–Turingovu tezi - hypotézu o vlastnostech mechanických výpočetních zařízení, jakými jsou elektronické počítače, která říká, že jakýkoli výpočet, který je možný, je realizovatelný jako algoritmus běžící v počítači, pokud tento má k dispozici dostatek času a paměťového úložného prostoru.